# Ataxia crypta
Ataxia crypta är en skalbaggsart som först beskrevs av Thomas Say 1832.  Ataxia crypta ingår i släktet Ataxia och familjen långhorningar. Inga underarter finns listade.